# 계양 금씨
계양 금씨(桂陽郭氏)는 인천광역시 계양구를 본관으로 하는 한국의 성씨이다.
시조는 봉화 금씨 시조 금용식(琴容式)의 16세손인 금진고(琴進高)이다.

## 참고 자료
- “계양금씨(桂陽琴氏)”. 뿌리를 찾아서.[깨진 링크(과거 내용 찾기)]